# Tam O'Shaughnessy
Tam Elizabeth O'Shaughnessy (San Andreas, 27 de enero de 1952) es una escritora de ciencia para niños estadounidense y extenista profesional, cofundadora de la empresa de educación científica Sally Ride Science junto con su pareja la astronauta Sally Ride.

## Trayectoria
O'Shaughnessy nació en San Andreas, California, y asistió a Troy High School en Fullerton, California. Como jugadora juvenil, fue entrenada por Billie Jean King.

### Tenis
De 1971 a 1974, O'Shaughnessy jugó en el circuito de tenis profesional femenino. Compitió en el Abierto de Estados Unidos en las ediciones de 1966, 1970 y 1972.
O'Shaughnessy fue entrenada por el Dr. Robert Walter Johnson, un médico que desempeñó un papel clave en las carreras deportivas de Althea Gibson y Arthur Ashe. Johnson era funcionario de la Asociación Estadounidense de Tenis (ATA), una organización que promueve el tenis para los afroamericanos pero que acepta a jugadores de todos los orígenes. Durante el verano de 1966, O'Shaughnessy, que no es afroamericana, compitió en torneos ATA además de en eventos juveniles de la Asociación de Tenis de EE. UU.  Ganó el campeonato nacional de ATA para menores de 18 años, por lo que entró automáticamente en el sorteo del Abierto de Estados Unidos.
O'Shaughnessy también compitió en el Campeonato de Wimbledon de 1972. Durante su carrera deportiva, alcanzó el puesto número 52 de la Asociación de Tenis Femenino en la categoría individual femenina mundial y en el número 6 en los EE. UU. en dobles femeninos (junto con Ann Lebedeff) por la USTA. O'Shaughnessy ganó títulos nacionales de dobles en pista dura en la división juvenil (con Ann Lebedeff) y en la división femenina (con Pam Austin).
Tras retirarse del tenis, O'Shaughnessy fue la editora fundadora del boletín de la Asociación Femenina de Tenis durante varios años antes volver a la universidad para estudiar biología.

### Educadora científica
O'Shaughnessy obtuvo una licenciatura y una maestría en biología de la Universidad Estatal de Georgia y un doctorado. en psicología escolar de la Universidad de California en Riverside. Entre 1998 y 2001, fue profesora asistente de psicología escolar en la Universidad Estatal de Georgia y entre 2002 y 2007, profesora asociada de psicología escolar en la Universidad Estatal de San Diego. Su investigación sobre intervenciones preventivas para niños con dificultades de lectura fue financiada de manera continuada, desde el posgrado, por el Departamento de Educación de los Estados Unidos. Se retiró temprano para concentrarse en Sally Ride Science y fue nombrada profesora asociada emérita en la Universidad Estatal de San Diego.
O'Shaughnessy consiguió una amplia experiencia en el fomento del interés de niñas y niños por la lectura, las matemáticas y la ciencia. Además de haber sido maestra de ciencias, O'Shaughnessy ha escrito 12 libros de ciencia para niños, seis de ellos junto con su pareja Sally Ride. En 1995, recibieron el Premio de escritura científica infantil del Instituto Estadounidense de Física por su segundo libro, El tercer planeta: Explorando la Tierra desde el espacio. En octubre de 2015, O'Shaughnessy publicó una biografía infantil sobre Ride, Sally Ride: A Photobiography of America's Pioneering Woman in Space. El libro combina recuerdos de la familia y los amigos de Ride con fotos, incluidas muchas fotos familiares y personales.
Como científica y educadora, O'Shaughnessy se preocupó profundamente por la escasa representación de las mujeres en las profesiones científicas y técnicas. En 2001, O'Shaughnessy junto con Ride y otras tres amigas (Karen Flammer, Terry McEntee y Alann Lopes) fundaron Sally Ride Science con el objetivo de reducir la brecha de género en la ciencia.
De 2001 a 2015, O'Shaughnessy fue la directora creativa de la empresa y supervisó todo el contenido: libros, sitios web y programas de formación docente. Dirigió la creación de los programas Cool Careers in STEM y Key Concepts in Science, que combinan el desarrollo profesional para maestros con libros para estudiantes y guías para maestros. O'Shaughnessy también fue la directora de operaciones de Sally Ride Science de 2009 a 2013, presidenta de la junta directiva de 2013 a 2015 y directora ejecutiva de 2014 a 2015.
En octubre de 2015, Sally Ride Science fue adquirida por la Universidad de California, San Diego. O'Shaughnessy se convirtió en la directora ejecutiva de la entidad sin fines de lucro resultante, Sally Ride Science en UC San Diego.

## Vida personal
O'Shaughnessy fue pareja de la astronauta de la NASA Sally Ride desde 1985 hasta el fallecimiento de esta en 2012.

## Publicaciones seleccionadas
- Tam O'Shaughnessy (2015). Sally Ride: una fotobiografía de la mujer pionera de Estados Unidos en el espacio . Prensa de arroyo rugiente,ISBN 9781596439948
- Sally Ride, Tam O'Shaughnessy (2009). Misión: Planeta Tierra: nuestro mundo y su clima, y cómo los humanos los están cambiando . Libros para niños de Random House,ISBN 1596433108
- Sally Ride, Tam O'Shaughnessy (2009). Misión: ¡Salva el planeta: cosas que TÚ puedes hacer para ayudar a combatir el calentamiento global! Libros para niños de Random House,ISBN 1596433795
- Sally Ride, Tam O'Shaughnessy (2003). Explorando Nuestro Sistema Solar . Libros para niños de Random House,ISBN 0375812040
- Sally Ride, Tam O'Shaughnessy (1999, 2006). El Misterio de Marte . Libros para niños de Random House,ISBN 0517709716
- Sally Ride, Tam O'Shaughnessy (1994, 2004). El Tercer Planeta: Explorando la Tierra desde el Espacio. Libros para niños de Random House,ISBN 0517593610
- Sally Ride, Tam O'Shaughnessy (1992, 2005). Voyager: una aventura al borde del sistema solar. Libros para niños de Random House,ISBN 0517581574
- Tam O'Shaughnessy (2010). Carreras geniales en ingeniería . Ciencia del paseo de Sally.ISBN 978-1933798-32-5
- Tam O'Shaughnessy (2008). Cool Careers en Ciencias de la Tierra, Sally Ride Science,ISBN 978-1933798028
- Tam O'Shaughnessy (2008). ecosistemas ciencia del paseo de sally,ISBN 978-1933798165
- Tam O'Shaughnessy (2006). La historia interior de la Tierra . ciencia del paseo de sally,ISBN 978-1933798097
- Tam E. O'Shaughnessy, Kathleen L. Lane, Frank M. Gresham, Margaret E. Beebe-Frankenberger (2003). "Niños en riesgo de dificultades de aprendizaje y de comportamiento". Educación especial y de recuperación, doi: 10.1177/074193250302400103
- Kathleen L. Lane, Frank M. Gresham y Tam E. O'Shaughnessy (2002). "La eficacia del entrenamiento de la conciencia fonológica con estudiantes de primer grado que tienen problemas de comportamiento y dificultades de lectura". Revista de trastornos emocionales y del comportamiento, doi: 10.1177/106342660100900402
- Kathleen L. Lane, Frank M. Gresham y Tam E. O'Shaughnessy (2002). Intervenciones para niños con o en riesgo de trastornos emocionales y del comportamiento . Pearson,ISBN 9780205321827
- Tam E. O'Shaughnessy (2000). "Una comparación de dos intervenciones de lectura para niños con discapacidades de lectura". Revista de problemas de aprendizaje, doi: 10.1177/002221940003300304

## Otras lecturas
- O'Shaughnessy, Tam (7 de noviembre de 2017). «From Girlhood Pals To Life Partners: Tam O'Shaughnessy Reflects On Her Relationship With Astronaut Sally Ride». Huffington Post.
- Sofia, Madeline K. (6 de junio de 2022). «Pride Week: Loving Sally Ride (interview with Tam O'Shaughnessy)». Short Wave / NPR.